# Gurzelen
Gurzelen é uma comuna da Suíça, no Cantão Berna, com cerca de 732 habitantes. Estende-se por uma área de 4,52 km², de densidade populacional de 162 hab/km². Confina com as seguintes comunas: Burgistein, Forst, Längenbühl, Seftigen, Uetendorf, Wattenwil.
A língua oficial nesta comuna é o Alemão.